# Associazione Calcio Entella 1963-1964
Questa voce raccoglie le informazioni riguardanti l'Associazione Calcio Entella nelle competizioni ufficiali della stagione 1963-1964.

## Stagione
Nella stagione 1963-1964 l'Entella disputò il campionato di Serie D, raggiungendo il 1º posto nel Girone A e la promozione in Serie C.

## Divise
| 1ª divisa | 2ª divisa | 3ª divisa |

## Rosa
| N. |                   | Ruolo | Calciatore          |
| -- | ----------------- | ----- | ------------------- |
|    | Italia (bandiera) |       | Mario Buzzurro      |
|    | Italia (bandiera) |       | Tonino Cesarini     |
|    | Italia (bandiera) |       | Franco Dassereto    |
|    | Italia (bandiera) | C     | Natalino De Rossi   |
|    | Italia (bandiera) |       | Mario Delle Piane   |
|    | Italia (bandiera) |       | Luigi Dossena       |
|    | Italia (bandiera) |       | Giacomo Forno       |
|    | Italia (bandiera) |       | Gianluigi Ginocchio |
|    | Italia (bandiera) |       | Orazio Gittone      |

| N. |                   | Ruolo | Calciatore         |
| -- | ----------------- | ----- | ------------------ |
|    | Italia (bandiera) |       | Pietro Gonella     |
|    | Italia (bandiera) |       | Marco Marchiandi   |
|    | Italia (bandiera) | D     | Ermes Nadalin      |
|    | Italia (bandiera) |       | Angelo Ottobrini   |
|    | Italia (bandiera) |       | Basilio Parodi     |
|    | Italia (bandiera) |       | Gianfranco Pascali |
|    | Italia (bandiera) |       | Giorgio Piazza     |
|    | Italia (bandiera) |       | Marino Scabini     |

## Statistiche
Statistiche aggiornate al 24 maggio 1964.
| Competizione | Punti | In casa | In casa | In casa | In casa | In trasferta | In trasferta | In trasferta | In trasferta | Totale | Totale | Totale | Totale | Totale | Totale | DR  |
| Competizione | Punti | G       | V       | N       | P       | G            | V            | N            | P            | G      | V      | N      | P      | Gf     | Gs     | DR  |
| ------------ | ----- | ------- | ------- | ------- | ------- | ------------ | ------------ | ------------ | ------------ | ------ | ------ | ------ | ------ | ------ | ------ | --- |
| Serie D      | 45    | 17      | 13      | 2       | 2       | 17           | 5            | 7            | 5            | 34     | 18     | 9      | 7      | 40     | 22     | +18 |